# Maria Richwine
Maria Richwine (nacida Maria Eugenia Agudelo, Cali, 22 de junio de 1952-Palm Springs, 12 de marzo de 2024) fue una actriz y modelo colomboestadounidense.

## Carrera
María Agudelo nació en Cali, capital del Valle del Cauca, Colombia, pero desarrolló gran parte de su carrera en los Estados Unidos. Allí adoptó el nombre artístico de Maria Richwine. En su primer papel en el cine fue la esposa del músico de rock and roll Buddy Holly, María Elena Holly, en la película de 1978 The Buddy Holly Story. Su desempeño fue bien recibido por la crítica especializada. El crítico de Newsweek, David Ansen, se refirió a ella de la siguiente manera: "Su atractiva actuación sugiere complejidades de carácter que el guion no logra explorar". Conformó el reparto regular de la sitcom a.k.a. Pablo y apareció regularmente en otras series de televisión de la época como Three's Company, Sledge Hammer! y Las pesadillas de Freddy. Más recientemente interpretó el papel de Esther en la serie de televisión bilingüe Sin vergüenza.
Como modelo, se convirtió en la primera mujer de origen latino en convertirse en Conejita de Playboy.
Fue encontrada desmayada en una bañera de hidromasaje en su hogar el 12 de marzo de 2024 en Palm Springs, en California. Su fallecimiento fue anunciado por el forense poco tiempo después.

## Filmografía destacada

### Cine y televisión
- 2017 - Sin vergüenza
- 2016 - Love Sanchez
- 2016 - Foreign Land
- 2015 - East Los High
- 2014 - Thou Shalt Not Kill
- 2011 - Lost Angeles Ward
- 2011 - Baby Boomer Bunnies
- 1992 - Sex Crimes
- 1991 - The Sitter
- 1990 - Las pesadillas de Freddy
- 1989 - Ministry of Vengeance
- 1989 - Desperado: The Outlaw Wars
- 1987 - Sledge Hammer!
- 1987 - Mike Hammer
- 1986 - Hamburger: The Motion Picture
- 1985 - Our Family Honor
- 1984 - a.k.a. Pablo
- 1982 - Desire
- 1982 - Three's Company
- 1981 - Incident at Crestridge
- 1980 - Fun and Games
- 1979 - A Man Called Sloane
- 1978 - The Buddy Holly Story